# Поліський округ
Поліський округ — тимчасова адміністративна одиниця другої інстанції, що діяла на рубежі 1920—1921 років на території земель, на які поширювалася угода про попередній мир і перемир'я (т. зв. Східні креси), укладена в Ризі 12 жовтня 1920 року. Резиденцією окружної влади був Пінськ.
Поліський округ утворено 20 грудня 1920 р. урядом Польської Республіки з деяких тодішніх районів, що перебували у віданні ЦУСЗ (1919-20) та ТУПіЕТ (1920): Берестейського (південно-західна частина), північна частина Волинської та східні частини Мінської округи. Керівником округу був т. зв. начальник округу, який представляв польський уряд і відповідав за виконання наказів міністрів та керував органами влади і установами на ввіреній йому території.
До складу Поліського округу входили такі повіти:
- із Берестейського округу:
  - Біловезький (утворений 12 грудня 1920 р.)
  - Берестейський
  - Дорогочинський (заснований 12 грудня 1920 р.)
  - Кобринський
  - Косовський (заснований 12 грудня 1920 р.)
  - Лунинецький (утворений 12 грудня 1920 р., також із частини Мінського району)
  - Пінський
  - Пружанський

- із Волинської округи:
  - Каширський (утворений 12 грудня 1920 р.)

19 лютого 1921 року Поліський округ перетворено на Поліське воєводство, за винятком Біловезького повіту, який було включено у засноване раніше (14 серпня 1919 року) Білостоцьке воєводство.